# Южный Парк: Стриминговые войны
«Южный Парк: Стриминговые войны» (англ. South Park: The Streaming Wars, дословно — «Южный Парк: Потоковые войны») — спецвыпуск анимационного комедийного ситкома телеканала Comedy Central «Южный Парк». Режиссёром и автором сценария выступил Трей Паркер. Спецвыпуск также является третьим из 14 будущих фильмов сериала для стримингового сервиса Paramount+. Премьера состоялась 1 июня 2022 года.

## Сюжет
Денвер переживает сильную засуху, вызванную Челмедведосвином, что привело к высыханию ручьёв и спорам о восстановлении ограничений на полив. Протестующим горожанам, в том числе владельцу аквапарка Пи Пи, говорят, что городская вода используется в сельском хозяйстве.
В Южном Парке Стэн Марш и Толкин Блэк обеспокоены отцом первого, Рэнди, которого насмешливо называют «Карен». Спор Рэнди и Стива Блэка прерывает комиссар Денвера по водным ресурсам, проверяющий водоснабжение на их фермах. Тем временем Эрик Картман подавлен тем, что живёт в заброшенном киоске с хот-догами. Он заинтригован, когда замечает строительство дома через дорогу для мистера Касслера, владельца поля для гольфа. Картман предлагает своей матери Лиэн поставить грудные имплантаты, чтобы привлечь богатых мужчин, таких как Касслер. Лиэн отказывается и сообщает Картману стоимость такой операции.
Стив понимает, что может продать часть своего запаса воды, если ручей достигнет водохранилища Денвера. По предложению Стэна и Толкина они создают небольшой кораблик и отправляют его вниз по течению. Эксперимент проходит успешно, и Стив начинает принимать подписки на свой стриминговый сервис, включая Пи Пи. Когда Стиву велят ежедневно отправлять кораблики вниз по течению, он платит Стэну и Толкину за увеличение производства. Рэнди разочаровывается в успехе Стива, поэтому Стэн и Толкин соглашаются построить и ему кораблики. Они нанимают Кайла Брофловски, Кенни Маккормика и Баттерса Стотча, чтобы они помогали им по мере увеличения спроса; сначала они отказываются нанимать Картмана, но уступают, когда Картман рассказывает им об операции. Касслер предлагает Стэну и Толкину 15 000 долларов за 10 000 корабликов, таким образом покрывая расходы на операцию. Картман пытается удивить Лиэн оплаченной операцией, но она придерживается своего прежнего решения, больше не подчиняясь его требованиям. Вместо этого он угрожает сделать операцию себе, но Лиэн остаётся невозмутимой, позволяя провести операцию сыну.
Когда Стив видит отчёт об экологическом ущербе от Челмедведосвина, он поднимается в горы, чтобы убедиться в этом лично. Он подходит к умирающему агенту по недвижимости, который сообщает, что большой участок земли возле ручьёв был продан богатому покупателю. Когда один из корабликов Рэнди плывёт вниз по течению, его топят кораблики Cussler Industries. Рэнди противостоит Стэну по поводу корабликов Касслера и требует, чтобы он разорвал их сделку. Когда они прибывают в дом Касслера, они обнаруживают, что Касслер был убит Челмедведосвином, и Рэнди задаётся вопросом, в опасности ли Стэн. В аквапарке Стив говорит Пи Пи, что ему придётся отменить права на потоковую передачу аквапарка, чтобы обеспечить водой свою ферму. Пи Пи отказывается, показывая, что он сотрудничает с комиссаром по водным ресурсам и Челмедведосвином. Стив понимает, что именно Пи Пи купил землю в горах, когда Челмедведосвин атакует Стива, нанося ему удары ножом и сбрасывая его в окно с водной горки. Позже Пи Пи раскрывает комиссару по водным ресурсам свой план заменить всю воду Денвера водой из его парка, загрязнённой мочой. Впоследствии он предаёт комиссара, и Челмедведосвин атакует его так же, как Стива.
В школе Стэн предупреждает остальных о смерти Касслера, когда появляется Картман со своими грудными имплантатами. Мать Толкина, Линда, звонит ему, чтобы сообщить об исчезновении Стива. Жители Денвера тратят свои запасы воды впустую, поскольку водохранилище медленно опустошается, в то время как Рэнди исследует истории Касслера и комиссара.

## Отзывы и критика
Джон Шварц из Bubblabbber заявил, что «„Южный Парк: Стриминговые войны“ продолжает демонстрировать прогрессивное мышление создателей франшизы, которое, кажется, просто выходит за рамки того, что мы считаем реальностью». Шварц также сравнил этот эпизод с эпизодом «Мёртвые дети», заявив, что «„Южный Парк: Стриминговые войны“ также содержит множество весёлых шуток, которые, как и „Мёртвые дети“, помогают вам забыть о серьёзности происходящего, но признаки всё ещё там».
Кайла Кобб из Decider отметила в своём обзоре, что постоянные упоминания о потоках воды с различных ферм были отсылкой к обилию потоковых сервисов. Когда Кобб резюмировала речь Баттерса о состоянии потоковых сервисов, она прокомментировала: «Неизвестно, является ли монолог чем-то, что (Мэтт) Стоун и (Трей) Паркер испытали лично, или они, так сказать, читают отраслевую комнату. Например, мы не знаем, привели ли перестановки Paramount к потере ключевого игрока в одной из сделок „Южного Парка“ или были ли творческие разногласия между Стоуном, Паркером, Paramount+ и этой версией Viacom, принадлежащей Paramount Global. Тем не менее, дуэт редко бывает таким конкретным и многословным, если только они лично не в ярости. Это просто показывает, что даже те, у кого есть 900 миллионов долларов на телевидении, понятия не имеют, что происходит».
Спенсер Легаси из Comingsoon.net заявил в обзоре: «Позже в „Стриминговых войнах“ будет слишком много элементов, поскольку введение Челмедведосвина в отношении потоковой передачи кажется случайным. Вероятно, можно привести аргумент о том, что потоковые сервисы способствуют изменению климата, но это не недавняя или крупная новость, поэтому связь кажется странной. Но даже если ссылка в лучшем случае туманна, всё равно довольно забавно тянуть этот затянувшийся фрагмент».
Катал Ганнинг из Screen Rant написала о финале эпизода и заявила: «Конец „Южного Парка: Стриминговые войны“ — мрачный, который будет знаком поклонникам классического нуарного „Китайского квартала“. Злой Пи Пи в конечном итоге достигает всех своих целей: Челмедведосвин сносит плотину, удерживающую запасы воды в Денвере, в то время как местные жители неосознанно тратят впустую свою драгоценную ограниченную воду. Истинное значение специального выпуска „Южного Парка“ заключается в том, что реальные компании делают то же самое: Пи Пи выступает в роли корпораций, получающих прибыль от нехватки воды, а Челмедведосвин действует как аллегория изменения климата».